# Осбурга
Осбурга (др.-англ. Osburh, Osburga) — первая жена короля Уэссекса Этельвульфа и мать Альфреда Великого. Биограф Альфреда Великого Ассер описывал её как «очень религиозную женщину, благородную как по характеру, так и по рождению».

## Биография
О существовании Осбурги известно только из жизнеописания короля Альфреда Великого епископом Ассером. Она не засвидетельствовала каких-либо известных хартий, и её смерть не упоминается в Англосаксонской хронике. Насколько известно, она была матерью всех детей Этельвульфа: пяти сыновей — Этельстана, Этельбальда, Этельберта, Этельреда и Альфреда Великого; а также двух дочерей — Этельсвиты и Юдифь.
Она наиболее известна по рассказу Ассера о том, как Осбурга предложила подарить книгу саксонских песен тому сыну, который первым сможет её выучить. Первым запомнить её смог Альфред и получил книгу. Это иллюстрирует интерес высокородных женщин девятого века к книгам и их роль в обучении своих детей.
Осбурга была дочерью Ослака (который также известен только по жизнеописанию Альфреда, составленного Ассером), дворецкого Этельвульфа, который являлся важной фигурой при королевском дворе и домашнем хозяйстве. Ослак описывается как потомок ютских племянников короля Кердика, завоевавших остров Уайт Стуфа и Вихтара, и, таким образом, ему также приписывается гётское/готское происхождение.

## Дети
Известно о семи детях Осбурги: пятерых сыновьях и двух дочерях.
- Этельстан, король Кента (ум. ок. 852) — король Кента с 839 года.
- Этельсвита, королева Мерсии (ум. 888) — в апреле 853 года вышла замуж за короля Мерсии Бургреда; детей не имела.
- Этельбальд, король Уэссекса (ум. 20 декабря 860) — король Уэссекса; был женат на Юдифь, детей не имел.
- Этельберт, король Уэссекса (ум. осенью 865) — король Уэссекса; детей не имел.
- Этельред, король Уэссекса (ок. 847 — 23 апреля 871) — король Уэссекса; имел детей.
- Альфред, король Уэссекса (849 — 26 октября 899) — король Уэссекса; был женат на Эльсвите, имел детей.
- Юдифь — жена немецкого графа Этихо[5].